# Trastorn límit de la personalitat
El trastorn límit de la personalitat (TLP) és un trastorn greu de la personalitat que s'expressa per humors canviants, per relacions humanes problemàtiques, per una manca de confiança en un mateix i també per comportaments autoagressius. El concepte formal del TLP és relativament nou en el camp de la psicopatologia. No va aparèixer en el Manual Diagnòstic dels Trastorns Mentals (DSM) publicat per l'Associació Americana de Psiquiatria fins a l'any 1980 (DSM-III).
És a partir d'aquí, un cop assolit l'estatus oficial de "trastorn de la personalitat", quan es dispara l'interès per aquesta patologia. Aquest estatus es va aconseguir després de grans controvèrsies i disputes iniciades als anys 70. La nomenclatura oficial i els criteris diagnòstics es van acordar mitjançant compromisos entre els diferents models i atenent a dades empírico-descriptives. Amb aquesta definició es deixa definitivament enrere la idea del borderline com si oscil·lés entre la neurosi i la psicosi.

## Història del concepte de TLP
Malgrat tot, i fent una mica d'història, el peculiar cúmul de trets que comprenen l'entitat diagnòstica Límit fou reconegut ja des de principis del segle xx. L'any 1938 fou emprat per primer cop el terme "borderline" per Adolf Stern per a descriure un grup de pacients externs que no obtenien profit de la psicoanàlisi clàssica i que no encaixaven en les categories estàndard de "neuròtic" o "psicòtic". La psicopatologia en aquells temps estava conceptualitzada com un continu: "normal" - "neuròtic" - "psicòtic".
Durant alguns anys el terme fou emprat de forma col·loquial pels psicoanalistes per descriure pacients que, malgrat tenir seriosos problemes de funcionament, no entraven dins de les categories diagnòstiques i eren difícils de tractar amb els mètodes analítics convencionals.
La figura d'Otto Friedmann Kernberg va tenir molta importància en el camí cap a la conceptualització del terme "borderline". Com a resultat dels seus estudis es va anar parlant cada cop més d'una "estructura de personalitat borderline" com quelcom estable i diferenciable, tant de la neurosi (per la seva especial combinació i fluctuació de símptomes) com de la psicosi (episodis menys intensos i més curts lligats a factors estressants, manteniment del contacte amb la realitat); i que, per tant, anava adquirint identitat pròpia.

## Teories explicatives
No obstant això, l'heterogeneïtat de la població denominada "borderline" va propiciar l'aparició de diverses teories explicatives: El model biològic, que considera que el trastorn representa un conjunt de síndromes clíniques cadascuna d'elles amb un origen, curs i pronòstic propi. Proposa tres tipus de borderline:
1. El relacionat amb l'esquizofrènia.
2. El relacionat amb els trastorns afectius.
3. El relacionat amb trastorns cerebrals orgànics.

Un quart model és l'"eclèctic-descriptiu", també seguit pel DSM, descrit per Chatham el 1985.
John G. Gunderson desenvolupà l'entrevista diagnòstica del trastorn borderline (DIB), utilitzada actualment per diagnosticar el trastorn en persones objecte d'estudis clínics. El DIB i el DSM-IV recullen els criteris més recents per a definir el TLP.
Un cinquè model és la teoria biosocial de l'aprenentatge proposada per Theodore Millon. Segons la seva teoria, el patró borderline de personalitat és el resultat del deteriorament de patrons previs no tan greus. Millon es referma en els diferents antecedents i anamnesi dels pacients borderline. Es proposa la interacció recíproca de factors biològics i aprenentatge social en l'origen del trastorn. Partint del model biosocial Marsha M. Linehan (1993) desenvolupa la teoria dialèctica (o de diàleg) entre els pols oposats en els quals sovint es mou el borderline. Un ambient invalidador es considera com un dels factors que contribueixen al desenvolupament del TLP. La proposta de Linehan difereix en alguns aspectes dels models cognitius, conductuals i biològics clàssics i suposa un original i prometedor abordatge terapèutic del TLP.
La investigació i publicacions entorn del TLP estan en un bon moment d'auge, fet que dona bones perspectives per comprendre millor i tractar aquest controvertit trastorn.
El Trastorn Límit de la Personalitat, també anomenat Trastorn d'Inestabilitat Emocional de la Personalitat, constitueix una variant allunyada del que és habitual en la majoria de persones quant al conjunt de trets emocionals i conductuals constitutius de la forma d'ésser. A més, en el TLP aquests trets són inflexibles i impedeixen l'adaptació de l'individu al mitjà on viu. La comprensió i el tractament del trastorn suposa en l'actualitat un dels majors reptes per a la psiquiatria, la psicologia i la sociologia, suscitant un interès especial entre les comunitats terapèutiques de tot el món.

## Característiques generals de les persones amb TLP
La característica central és una acusada i contínua inestabilitat en l'àmbit emocional, interpersonal i d'identitat. Això pot fer-se patent en diversos aspectes:

### Com es presenten els problemes i símptomes
- Mescla de diferents símptomes i problemàtiques que poden variar d'un dia a un altre.
- Reaccions emocionals i vulnerabilitat emocional fortes i desproporcionades. Hipersensibilitat a estímuls mínims.
- Autoinvalidació: Tendència a invalidar les pròpies emocions, pensaments i conductes que poden dur a un intens sentiment de vergonya, odi i ira dirigida cap a ells mateixos.
- Comportament impulsiu i mal planejat que més tard es reconeix com a esbojarrat, ximple i contraproduent.
- Falta de claredat i definició d'objectius, prioritats, sentiments, orientació sexual, etc.
- Sentiment de buit, localitzat de vegades a la boca de l'estómac.

### En les relacions interpersonals
- Falta de relacions íntimes estables. Canvis freqüents d'amistats i de parelles, essent sovint aquestes intenses i tempestuoses.
- Dificultats per establir límits personals, així com per respectar els límits dels altres.
- Solen provocar desconcert, incomprensió i impotència a les persones properes.
- Freqüents problemes de convivència i relacions intrafamiliars conflictives.
- Tendència a idealitzar i devaluar els altres, sentint per una mateixa persona admiració uns cops i odi i decepció d'altres.
- Tendència a confondre intimitat amb sexualitat.
- Dificultat per tolerar la soledat i haver de tenir cura d'ells mateixos.
- Tendència a "dividir" les persones que conviuen amb ells o a grups de persones amb qui tenen més relació, de manera que uns estaran "a favor" d'ells i altres "en contra".

### A les teràpies
- Crisis freqüents, contactes telefònics freqüents amb el terapeuta, necessitat de tractament especial.
- Freqüents interpretacions errònies respecte a comentaris, intencions o sentiments del terapeuta.
- Por i oposició als canvis.
- Freqüent atenció als serveis d'urgències o unitats de crisi.
- No solen respondre com s'espera a tractaments farmacològics; poden ser hipersensibles als efectes secundaris de la medicació.
- Canvis freqüents de terapeutes i interrupció de les teràpies.

Cal assenyalar que les persones amb TLP no estan al límit de res. La teoria que estan entre la neurosi i la psicosi ha estat descartada des dels anys vuitanta, però el terme "borderline" o "límit" ha perdurat. Seguidament se citen algunes formes de pensar, sentir i actuar bastant comuns en els TLP. La persona no ha de tenir totes aquestes característiques, però quantes més coincideixin més probable serà el diagnòstic TLP. Cal advertir que això no és un test psicològic i no s'ha de fer servir per diagnosticar.

### Pensaments
- Alternen entre considerar:
  - Els altres de part seva o en contra.
  - Les situacions desastroses o ideals.
  - La seva conducta és menyspreable o perfecta.
- Canvien llurs opinions de forma brusca en funció de l'interlocutor.
- Recorden situacions de forma diferent a la resta o són incapaços d'evocar-les.
- Creuen que els altres són responsables de les seves pròpies accions o, en canvi, es responsabilitzen de les accions dels altres.
- Semblen incapaços d'admetre errors, o bé consideren que tots els seus actes són erronis.
- Basen llurs creences en sensacions més que en fets.
- No reconeixen els efectes del seu comportament en els altres.

### Sentiments
- Senten:
  - Abandonament a la menor provocació.
  - Desconfiança i suspicàcia la major part del temps.
  - Ansietat i irritabilitat habitualment.
  - Indiferència de l'entorn quan no són el centre d'atenció.
- Experimenten:
  - Canvis d'humor extrems en qüestió de minuts o hores.
  - Dificultat per a controlar els estats d'ànim.
  - Emocions de forma tan intensa que els costa molt recuperar l'estat inicial.

### Conductes
- Expressen fúria inadequadament o, en canvi, no saben com demostrar enuig.
- Tenen dificultats per:
  - Respectar el límits personals dels altres.
  - Definir els propis límits.
- Actuen de forma impulsiva i impredictible de manera que són potencialment perillosos en relacions sexuals de risc, baralles, joc, abús de drogues o alcohol, conducció temerària, compres compulsives o trastorns alimentaris.
- S'autolesionen.
- Intenten suïcidar-se.
- Canvien contínuament llurs expectatives vitals.
- Duen un estil de vida caòtic.
- Poden abusar verbalment dels més propers i tanmateix mostrar-se encantadors amb els desconeguts.
- Acusen els altres de comportaments, sentiments o creences que ells no tenen.

### Característiques addicionals
A més d'aquests criteris bàsics hi ha una altra sèrie de característiques que acostumen a ésser més variables segons els individus, però que poden ésser útils a l'hora de completar el diagnòstic. Alguns d'aquests trets són:
- Vivència paradoxal del control. Certs afectats necessiten sentir-se controlats per intentar fer la seva pròpia realitat més predictible i manejable. En aquests casos fins i tot poden escollir un mode de vida basat en la subordinació a una autoritat (cos militar, culte religiós, pertinença a una secta...) o la vinculació a persones abusives que exerceixen el control mitjançant la por. Altres afectats, tanmateix, poden tenir la necessitat de sotmetre ells mateixos o bé d'acusar l'entorn d'intentar subjugar-los.
- Sensibilitat interpersonal especial: alguns posseeixen una habilitat sorprenent per descobrir els punts febles de la gent.
- Aparent competència i control en algunes ocasions, per exemple a la feina. Aquesta circumstància sol causar confusió a les persones del seu entorn, perquè costa d'entendre el tarannà ambivalent de llurs accions en general.
- Exigències narcisistes. Alguns deriven el focus d'atenció sobre ells mateixos i poden reaccionar a la majoria de les coses basant-se sols en com els afecta.
- Accessos de por i d'inseguretat previs a l'assoliment i consecució de qualsevol cosa (per exemple, deixar els estudis just abans de graduar-se, presentar una regressió a la teràpia, destruir una bona relació quan sembla que funciona, etc.).
- Tendència a inhibir respostes emocionals negatives -tristesa, ira, culpabilitat, vergonya, ansietat o pànic-, especialment les associades al dolor i la pèrdua.

NO és correcte que la persona amb Trastorn Límit de la Personalitat:
- Sigui un malalt (en el sentit mèdic del terme).
- Estigui fingint i exagerant constantment, però que en realitat no li passa res.
- Pugui aconseguir qualsevol cosa, però és massa dropo o no està motivat.
- Manipuli malintencionadament i conscientment els altres per aconseguir els seus objectius.
- No pugui raonar o tingui problemes d'intel·ligència.
- Sigui un cas perdut pel que ja no es pugui fer res.
- Sigui algú a qui s'hagi de sobreprotegir i evitar-li qualsevol esforç o disgust.
- Sigui algú a qui l'únic que li cal és mà dura.
- Sigui una persona frívola i sense sentiments.

SÍ que és correcte que la persona amb Trastorn Límit de la Personalitat:
- Pateix una falta d'adaptabilitat i maduresa en la seva forma d'actuar. Això afecta el mode de relacionar-se amb els altres i amb ell mateix, la forma de resoldre problemes i d'interpretar els esdeveniments.
- Ha après formes desadaptatives (com la manipulació, l'autodestructivitat o l'evasió) de reaccionar davant de la frustració, les dificultats o els problemes.
- Té elevada sensibilitat i experimenta emocions (tant positives com negatives) molt més intenses que la resta, de major duració i li costa molt més regular-les. Això pot provocar-li un sofriment intens difícil d'imaginar i de comprendre per les persones del seu entorn.
- Malgrat tenir una intel·ligència mitjana-alta, té dificultats per aprendre de les seves experiències. També pot presentar problemes de concentració i atenció.
- Sovint actua impulsivament (i no premeditadament) perquè ho fa sota pressió d'emocions molt intenses, fet que dificulta molt el control sobretot de la ira i l'enuig.
- Acostuma a presentar-se als altres amb una mena de "màscara" per por i vergonya que els altres vegin com és realment, fet que el porta a refusar la intimitat i la proximitat, i fins i tot l'ajuda d'altres persones.
- De vegades poden amagar molt bé els seus sentiments i estat intern, confonent els altres i portant-los a pensar que "no els passa res".

## Causes del TLP
Tots els autors especialitzats en la matèria coincideixen a assenyalar que existeixen múltiples factors de tipus biològic, psicosocial i d'aprenentatge i que tots ells interaccionen entre si de forma transaccional i interactiva i no unidireccional, de forma que factors ambientals poden modificar trets biològics i viceversa. La investigació -com hem assenyalat a l'inici d'aquest apartat- en la definició del TLP és recent i en creixement progressiu en tot el món occidental, per la qual cosa contínuament apareixen noves dades que esdevenen reveladores en aquest trastorn.
Sembla que la càrrega genètica en el cas del TLP és poc rellevant en comparació a la que es pot donar en altres trastorns.

## Factors de risc
Partint d'una multicausalitat i del fet que encara s'està investigant la nosologia del TLP, s'han anat assenyalant alguns factors de risc. Entre els més importants hi hauria:

### Factors psicològico-ambientals i de l'entorn
- Vivències traumàtiques durant la infància.
- Comunicació i regulació emocional inadequada a la primera infància.
- Actituds extremes en l'atenció i guia educativa: negligència o sobreprotecció, incoherència o falta d'acord entre els pares, rigidesa o extrema benevolència.
- Invalidació (resposta no apropiada o extrema a la comunicació d'experiències privades per part del nen. Aquestes experiències poden ésser ignorades, castigades o minimitzades).
- Adopció.
- Desestructuració familiar (separació, malalties psiquiàtriques o addiccions en els progenitors).
- Deficient o inexistent xarxa de suport fora de la família.

### Factors biològico-genètics
- Problemes en l'embaràs i part, parts prematurs o complicacions durant el part que podrien afavorir una vulnerabilitat emocional en el subjecte.
- Estrès psicològic en la mare durant l'embaràs i postpart (nens no desitjats, maltractaments o problemes de parella, depressió postpart greu, carència de vincle mare-fill).
- Vulnerabilitat emocional: desregulació del Sistema Límbic i d'alguns neurotransmissors, disrítmies en l'EEG.

### Factors socio-culturals
- Societats de ràpida modernització amb un ritme ràpid i canviant que no respecten la continuïtat generacional i afavoreixen la immediatesa i impulsivitat sense garantir vincles segurs i estables.
- Societats que no proporcionen als seus membres normes clares i estables i que deixen els individus a mercè de llurs decisions, no admetent la dependència.
- Ambients urbans.

És important tenir en compte que cap d'aquests factors pugui explicar el desenvolupament d'un TLP per si mateix ni actuar com a causa. Simplement són factors que augmenten el risc i la possibilitat que el TLP aparegui.

## Curs, pronòstic i prevalença

### Curs
El TLP és un trastorn d'inici primerenc i de curs crònic. Es pot manifestar ja a les primeres etapes de la infància, l'adolescència o a l'inici de l'edat adulta. De qualsevol forma ha de manifestar-se abans dels 25 anys. Els casos en què apareix més precoçment acostumen a tenir pitjor pronòstic, sobretot si en l'adolescència van acompanyats d'abús de substàncies, conductes suïcides i parasuïcides i conductes autodestructives. Els anys de major virulència del trastorn solen ésser entre els 20 i els 35 anys, just en el període en què l'individu ha de fer-se adult i independent i marcar-se una línia de vida i unes metes.
El TLP no és un trastorn degeneratiu com altres trastorns de personalitat. En la majoria de casos es va produint una estabilització a partir dels 35-40 anys, amb una suavització de molts símptomes, sobretot la impulsivitat. Però aquesta millora no es produeix de forma automàtica ni de la mateixa manera en tots els casos, i depèn molt del deteriorament que la persona hagi acumulat al llarg dels anys.

### Pronòstic
El pronòstic en el TLP està condicionat per l'edat d'aparició dels primers símptomes, la intensitat dels mateixos i la presència de certes conductes.
Un pronòstic negatiu vindria marcat per: inici primerenc (infància i adolescència) dels símptomes, alta intensitat d'aquests, presència d'algun tipus d'addicció i conductes suïcides, parasuïcides o dissocials, poca consciència del trastorn per part del subjecte i negativa a posar-se en tractament.
Un pronòstic positiu vindria donat per: aparició dels símptomes ja a l'edat adulta (entre els 20 i 25 anys), absència de conductes addictives o conductes suïcides i predisposició a vincular-se terapèuticament.

### Prevalença
S'estima que la prevalença del Trastorn Límit de la Personalitat seria:
- 2-3% de la població general.
- 10-20% de pacients ambulatoris.
- 20-30% de pacients ingressats.
- 70% són dones.
- 20-25% provenen de famílies estructurades.

## Factors associats al TLP
- Dependència extrema de la família. Els afectats es consideren incapaços de viure amb independència i autosuficiència.
- Problemes greus de convivència que causen desestructuració familiar, així com desbordament emocional i intel·lectual per part dels no afectats per trastorn límit (no-TL).
- Alt nivell d'atur, absentisme i inestabilitat laboral per inadaptació als ambients laborals, amb la consegüent falta de poder adquisitiu, dependència econòmica i sol·licitud de recursos socials; així com incapacitats, pensions i ajudes.
- Els afectats de TLP solen patir de forma alternant símptomes d'altres trastorns psiquiàtrics de l'eix I.
- Augmenta el risc de caure en addiccions, sobretot d'alcohol.
- El tractament suposa un alt nivell de despesa sanitària, ja que el TLP és crònic, les teràpies llargues i els ingressos en centres de salut mental freqüents, degut a les crisis.
- Problemes legals de diversa naturalesa per la possibilitat d'aparició de conductes quasi delictives (robatori, estafa i transgressions de normes, per exemple en la conducció).
- Risc per als fills d'afectats de TLP de patir les conseqüències de llur inestabilitat i dificultats per a fer-se càrrec d'altres persones i assumir responsabilitats

## El risc de suïcidi en el TLP
Les conductes suïcides no són quelcom exclusiu del TLP. Apareixen en altres trastorns mentals i inclús de forma més greu com en el trastorn bipolar, la depressió o l'esquizofrènia. Però sí que són més característics del TLP respecte a d'altres TP en què no acostumen a aparèixer (sobretot en els TP de clúster C).
A diferència dels pacients depressius el TLP sol tenir més actes de tipus para-suïcida i autolesions i menys intents greus de suïcidi. Es "juga" més amb aquest tipus de conductes de forma que solen aparèixer com a crides d'atenció o manipulacions, la qual cosa no significa que no hagin d'ésser tingudes en compte i ésser abordades com més aviat millor en la teràpia.
Els pacients amb TLP que arriben a consumar el suïcidi de forma "no accidental" han tingut ja nombrosos intents seriosos de suïcidi i autolesions greus. Factors que poden precipitar la consumació en pacients amb aquests antecedents són: abús d'algun tipus de substància (sobretot alcohol i cocaïna), aïllament social i falta de suport o cura familiar, abandonament de vincles terapèutics o el no compliment de les prescripcions farmacològiques.
En canvi, els pacients amb TLP que mantenen uns vincles socials mínims, que compten amb l'estreta contenció familiar i que estan vinculats terapèuticament rarament consumen el suïcidi.